# Mikrosporangium

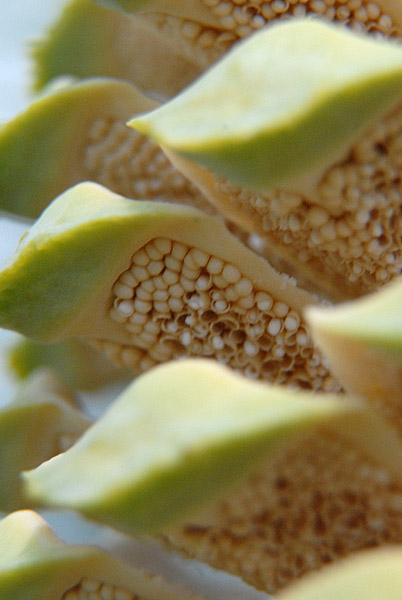
Váčky s pylem, tzv. mikrosporangia, ve zralé a otevřené samčí šištici Encephalartos villosus v Liberci. Jednotlivé šupiny samčí šišky jsou přetvořenými listy, tzv. mikrosporofyly

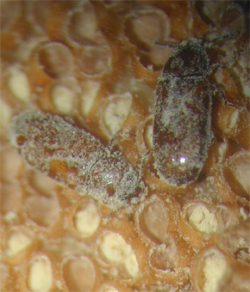
Mističky mikrosporangií a brouk Pharaxonotha esperanzae v šišce mikrocykasu, jichž je opylovačem

Mikrosporangium (pl. mikrosporangia) je struktura v samčích šišticích některých nahosemenných rostlin, například cykasů či jehličnanů, která produkuje pyl. Má podobu váčků na mikrosporofylech, ze kterých se skládají samčí šištice.
Mikrosporangiem u rostlin krytosemenných jsou prašná pouzdra v prašníku, v nichž rovněž probíhá tvorba pylu.